# Emma Goldmanová
Emma Goldmanová (15. červnajul./ 27. června 1869greg. – 14. května 1940) byla americká anarchistka židovského původu. Proslavila se politickým aktivismem, spisy a přednáškami. V první polovině 20. století sehrála klíčovou roli v rozvoji anarchistické politické filozofie v Severní Americe a Evropě.
Goldmanová se narodila v Kovně na území Ruského impéria (dnešní Kaunas v Litvě) a roku 1885 emigrovala do Spojených států. K anarchismu ji přivedly události haymarketského masakru, krvavého střetu chicagských demonstrantů s policií, který skončil zabitím desítek lidí a odsouzením několika anarchistů k smrti. Její přednášky o anarchistické filozofii, ženských právech a aktuálních sociálních problémech se těšily návštěvám tisíců posluchačů. Společně s anarchistickým spisovatelem Alexandrem Berkmanem, jenž byl jejím celoživotním přítelem, plánovala atentát na průmyslníka a finančníka Henryho Claye Fricka, který měl být proveden jako tzv. propaganda činem. Frick pokus o vraždu roku 1892 přežil a Berkmana odsoudili k 22 letům odnětí svobody. Goldmanová byla v následujících letech několikrát vězněna za „podněcování k nepokojům“ a ilegální šíření informací o antikoncepčních metodách. V roce 1906 založila anarchistický měsíčník Mother Earth (Matka Země).
Roku 1917 byli Goldmanová s Berkmanem odsouzeni ke dvěma letům vězení za to, že v souvislosti s nově nařízenými odvody do americké armády za první světové války „nabádali spoluobčany, aby se vyhýbali registraci“. Po propuštění byli společně se stovkami dalších zadrženi a deportováni do rodného Ruska. Tam Goldmanová zpočátku podporovala bolševickou revoluci, ale hned po kronštadtském povstání, které organizovali levicoví oponenti bolševiků, svůj postoj změnila a Sovětský svaz kritizovala za násilné potlačování hlasu jednotlivce. V roce 1923 své zkušenosti zaznamenala v knize My Disillusionment in Russia (Jak jsem se zklamala v Rusku). Během života ve Velké Británii, Kanadě a Francii napsala autobiografii Living My Life (Žít můj život). Když ve Španělsku propukla občanská válka, Goldmanová tam odjela podpořit anarchistickou revoluci. Zemřela 14. května 1940 v Torontu ve věku 70 let.
Obdivovatelé ji za jejího života oslavovali jako volnomyšlenkářskou rebelku, zatímco kritici ji odsuzovali jako zastánkyni politicky motivovaných vražd a násilné revoluce. Ve svých textech a přednáškách se věnovala širokému poli témat od věznění přes ateismus, svobodu projevu, militarismus, kapitalismus, manželství a volnou lásku až po homosexualitu. Nesouhlasila sice s první vlnou feminismu a jejím bojem za volební právo žen, ale politickou otázku genderu se jí podařilo nově propojit s anarchismem.

## Život
Narodila se do ortodoxní židovské rodiny v Kovně (dnes Kaunas) v pobaltské části tehdejšího Ruského impéria. Když sourozenci neposlouchali, otec je bil a na nejvzdornější Emmu dokonce vytahoval bič. Matka děti bránila jen málokdy. Ke svým sestrám, Heleně a Leně, měla rozdílný vztah. Nejstarší Helena pro ni byla potřebnou oporou, zatímco Lena byla citově nepřístupná. Do rodiny se narodily také tři chlapci, Louis (zemřel v 6 letech), Herman a Moishe. Dětství strávila v různých městech. Už v útlém věku zažila antisemitské útoky a setkala se s krutostí vojenských odvodů. Dospívající Goldmanovou zaujaly názory nihilistů a narodniků (zejména jejich kolegyň) a nadšena myšlenkou „chození mezi lid“ se stala dělnicí v továrně na korzety.
Krátce poté však s nevlastní sestrou Helenou emigrovala. V prosinci 1885 připluly do USA, kde se usídlily v Rochesteru ve státě New York. V únoru 1887 si vzala kolegu dělníka Jacoba Kersnera, aby získala americké občanství. Po rozvodu a opětovném sezdání spolu ovšem už dál nežili. Mezitím se Emma Goldmanová stala anarchistkou.

Zklamání z poměrů ve Spojených státech vyvrcholilo procesem s anarchisty po tzv. haymarketském masakru v Chicagu, k jejichž popravě došlo 11. listopadu 1887. Solidarita s oběťmi vedla ke ztotožnění s jejich názory nejen Goldmanovou. Postupně se sblížila s newyorskými anarchisty a roku 1889 se zapojila do skupiny kolem Johanna Mosta a časopisu Die Freiheit (Svoboda). Ve stejné době se seznámila s anarchistou, který rovněž uprchl z Ruska, Alexandrem Berkmanem. Zprvu byl jejich vztah milostný, později se přetavil v celoživotní přátelství a spolupráci. 

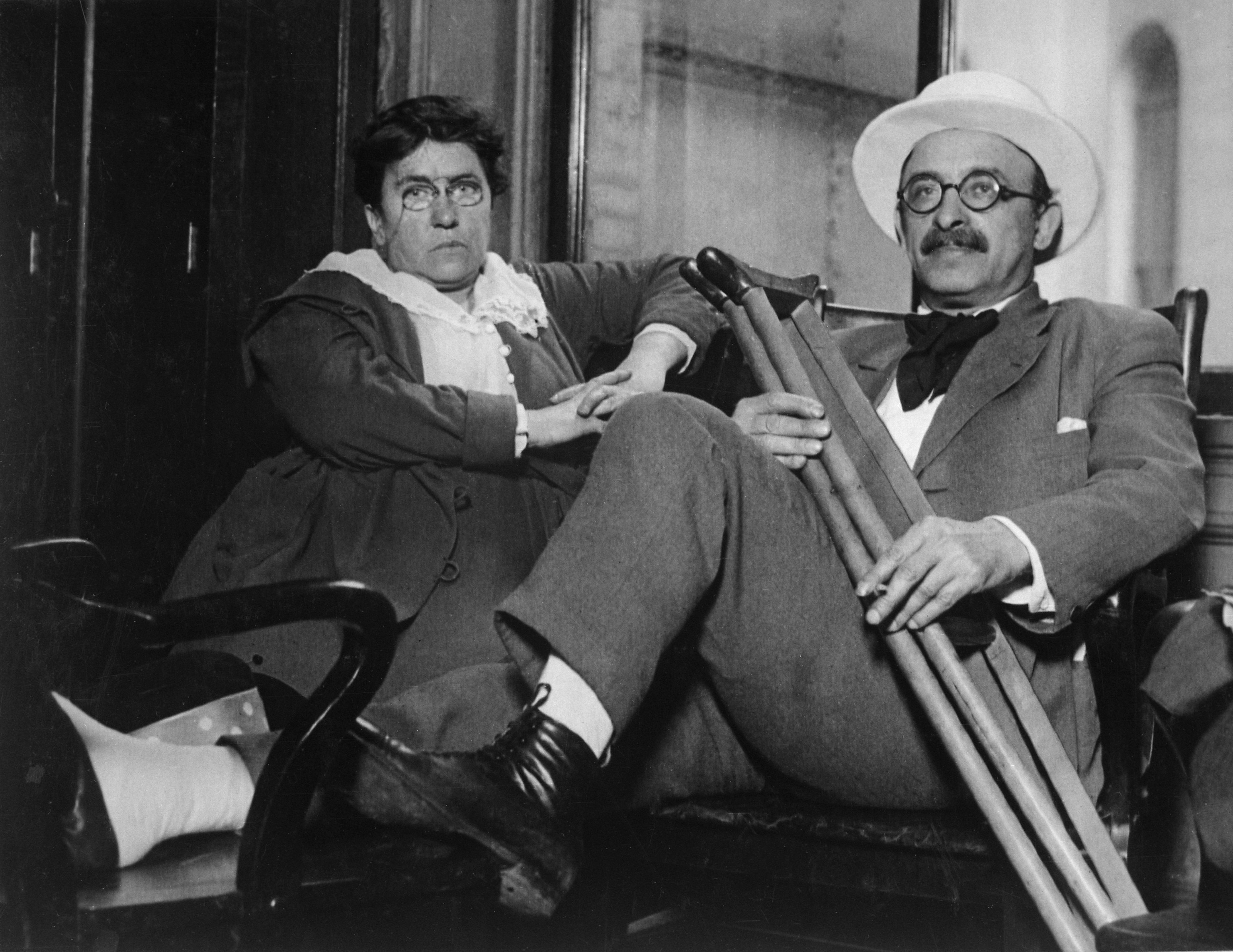
Emma Goldmanová a Alexander Berkman

Zařadila se mezi americké anarchistické komunisty, ale vedle kolektivismu kladla důraz i na možnosti jedince a všestranný rozvoj člověka. Ohrazovala se také proti puritánským rysům chování některých anarchistů. V této souvislosti ji bývá připisován výrok „když nemohu tančit, není to má revoluce“ (a další jeho varianty), který však zřejmě nikdy nevyslovila.
Americkou veřejnost si ale odcizovala především postojem k politickému násilí, které nezůstalo pouze u teorie. V červenci 1892 soukromá ochranka, najatá továrníkem Henrym Frickem, zastřelila devět stávkujících dělníků a Goldmanová s Berkmanem se je rozhodli pomstít. Ještě ten měsíc Berkman na Fricka v jeho kanceláři vystřelil, ale pouze ho zranil. Z 22letého trestu strávil ve vězení čtrnáct let. Goldmanovou vyšetřovali za spoluvinu, což jí v očích veřejnosti ještě více uškodilo.
Mezi lety 1895–1896 vycestovala do Evropy, kde se (konkrétně ve Vídni) kvalifikovala jako zdravotní sestra. Tehdy také navštěvovala přednášky Sigmunda Freuda, které na ni, jak později vzpomínala, měly velký vliv – zejména jeho tvrzení o vztahu mezi problémy jedinců či společností a potlačováním sexuálních tužeb. Po návratu do USA nadále bojovala za svobodu projevu a začala propagovat volnou lásku, jejímž základem měla být vzájemná úcta mezi partnery (v kontrastu s modelem maloměšťácké rodiny).
Emma Goldmanová vydávala časopis Mother Earth (Matka Zem) a mezi jinými díly publikovala knihu Anarchism and Other Essays (Anarchismus a jiné eseje, 1911). Zasazovala se za zveřejňování informací o antikoncepci.
V průběhu první světové války protestovala proti nucenému odvodu mužů, za což se v roce 1917 dostala (i s Berkmanem) na dva roky do vězení. Po návratu z vězení byli oba deportováni do Ruska. Zpočátku byla nakloněna ruské bolševické revoluci, poté ovšem, zejména po kronštadtském povstání, svůj postoj změnila a Sovětský svaz kritizovala za násilné potlačování hlasu jednotlivce.
Alexandr Berkman se v červnu 1936 po komplikovaných operacích a následných nesnesitelných bolestech zastřelil. Po jeho sebevraždě vytrhla Goldmanovou ze zármutku až španělská občanská válka. Ve Španělsku navštívila frontu i kolektivizované továrny a vesnice. Svá poslední léta věnovala právě podpoře tamních anarchistů, byť například nesouhlasila s tím, že vstoupili do španělské vlády. V řadách antifašistické koalice ale tvrdě kritizovala hlavně stalinisty.
Emma Goldmanová zemřela 14. května 1940 v Torontu ve věku 70 let. Jejím poslední článkem zůstal text The Individual, Society and the State (Jedinec, společnost a stát), kde vyzdvihovala individualismus proti autoritářství, avšak varovala před jeho zaměňováním s ekonomickým liberalismem.

## Filozofie
Goldmanová vydatně přednášela a psala o nejrůznějších tématech. Odmítala ortodoxní a fundamentalistické postoje a výrazným způsobem přispěla do mnoha oblastí moderní politické filozofie. Ovlivnila ji řada myslitelů a spisovatelů, mezi jinými Michail Bakunin, Henry David Thoreau, Petr Kropotkin, Ralph Waldo Emerson, Nikolaj Černyševskij a Mary Wollstonecraft. Inspiroval ji rovněž Friedrich Nietzsche. V autobiografii o něm píše: „Nietzsche nebyl sociální teoretik, byl to poeta, rebel a inovátor. Aristokracii neměl ani v rodokmenu, ani v peněžence, aristokratický byl jeho duch. V tomto ohledu byl Nietzsche anarchista a všichni skuteční anarchisté jsou aristokraté.“

### Anarchismus
Goldmanová nazírala svět skrze anarchismus a dnes je považována za jednu z nejdůležitějších osobností historie tohoto proudu. Přitahoval ji od roku 1886, kdy došlo k perzekuci anarchistů po haymarketském masakru, a její hlas se poté často stával hlasem anarchismu. V první eseji knihy Anarchism and Other Essays (Anarchismus a jiné eseje) uvedla:

Ve skutečnosti tedy anarchismus hlásá osvobození lidské mysli od nadvlády náboženství, osvobození lidského těla od nadvlády majetku, osvobození od okovů a omezování, za nimiž stojí vláda. Anarchismus hlásá sociální řád založený na volném sdružování jedinců, které společnosti přináší skutečné bohatství, řád, jenž každému zaručuje volný přístup k půdě a podle tužeb, zálib a sklonů každého jednoho člověka i plný požitek z životních nezbytností.

Anarchismus byl pro Goldmanovou vrcholně osobní záležitostí. Domnívala se, že je nezbytné, aby anarchističtí myslitelé své názory přetavovali v činy a to, o čem jsou přesvědčeni, dávali najevo každým skutkem i slovem. „Nezajímá mě, jestli se zítra ukáže, že ten či onen člověk má správnou teorii,“ psala. „Zajímá mě, jestli v něm dnes dlí správný duch.“ Anarchismus a volné sdružování pro ni představovaly logickou odpověď na hranice vytvářené státní kontrolou a kapitalismem. „Právě to jsou podle mě nové způsoby života,“ napsala, „a ty staré jimi nahradíme, nikoliv když je budeme hlásat nebo pro ně budeme hlasovat, ale když je budeme žít.“
Součástí její filozofie byla i opozice vůči státu, potažmo volbám. Goldmanová stát považovala za nástroj, který nevyhnutelně a ze své podstaty slouží k ovládání a dominanci. Z toho důvodu se domnívala, že hlasování ve volbách je přinejlepším zbytečné, přinejhorším nebezpečné. Volby, psala, dodávají lidem iluzi participace a zakrývají struktury skutečného rozhodování. Goldmanová místo toho podporovala cílený vzdor v podobě stávek, protestů a „přímé akce proti invazivní, dotěrné autoritě naší morálky“. Nesouhlasný postoj k volbám zastávala i ve 30. letech 20. století, kdy řada španělských anarchosyndikalistů hlasovala pro ustavení liberální republiky. Goldmanová psala, že by anarchisté měli sílu, která v nich třímá jako v bloku voličů, po celé zemi využít ke stávkování. Nesouhlasila s hnutím za volební právo žen. V eseji Woman Suffrage (Ženské volební právo) zesměšňuje představu, že by zapojení žen vneslo do demokratického státu více spravedlnosti: „Jako kdyby ženy nezaprodávaly své hlasy, jako kdyby političky nešlo koupit!“ Se sufražetkami se shodovala v názoru, že ženy jsou si rovné s muži, ale na rozdíl od nich si nemyslela, že by pouhá participace žen učinila stát spravedlivějším. „Předpokládali bychom tedy, že žena dokáže očistit něco, co se očistě nepodvolí, přisuzovali bychom jí nadpřirozené schopnosti.“

### Feminismus a sexualita
Ačkoli Goldmanová ostře odmítala cíle boje za volební právo žen, vedeného první vlnou feminismu, ženská práva jako taková vášnivě hájila a dnes je pokládána za zakladatelku anarchofeminismu, který brojí proti patriarchátu jako formě hierarchie, které je nutné vzdorovat stejně jako státní moci a třídnímu rozdělení. V roce 1897 uvedla: „Požaduji nezávislost ženy, její právo postavit se na vlastní nohy, právo žít pro sebe, milovat, koho se jí zachce a kolik se jí zachce. Požaduji svobodu pro obě pohlaví, svobodu jednání, svobodu v lásce a svobodu v mateřství.“

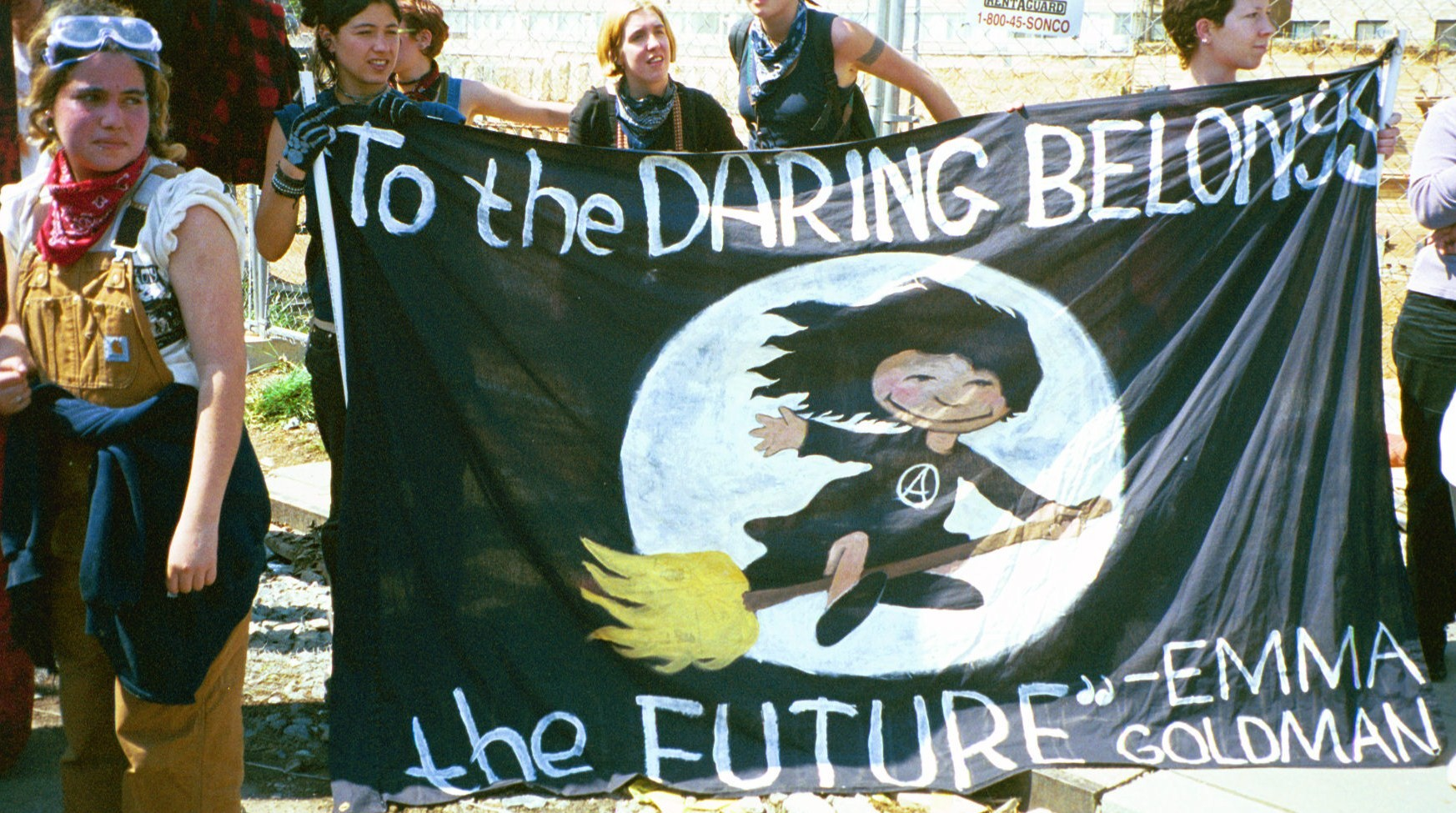
Anarchofeministky s citátem Emmy Goldman na demonstraci antiglobalizačního hnutí

Goldmanová se kvalifikovala jako zdravotní sestra a patřila mezi první, kdo prosazovali vzdělávání žen ohledně antikoncepce. Stejně jako mnoho jejích feministických současnic považovala interrupci za tragický následek sociálních podmínek a plánované rodičovství viděla jako přínosnou alternativu. Goldmanová také hájila volnou lásku a silně kritizovala manželství. Průkopnice feminismu měly podle ní zúžené pole působnosti, protože se nechaly svazovat společenskou silou puritánství a kapitalismu: „Potřebujeme se vytrhnout starým tradicím a zvykům. Hnutí za emancipaci žen učinilo tímto směrem zatím pouze první krok.“
Otevřeně také kritizovala předpojatost vůči homosexuálům. Její názor, že by se společenské osvobození mělo vztahovat také na gaye a lesby, byl v té době – dokonce i mezi anarchisty – prakticky neslýchaný. Jak napsal německý sexuolog Magnus Hirschfeld, „byla první a jedinou ženou, vlastně prvním a jediným člověkem ve Spojených státech, který se před širokou veřejností postavil na obranu homosexuální lásky.“ Právo gayů a leseb na to, aby milovali koho chtějí, obhajovala v řadě projevů a dopisů a stejně tak odsuzovala strach a stigma spojené s homosexualitou. V dopise Hirschfeldovi psala: „Je tragickou skutečností, jak se domnívám, že jsou lidé různé sexuality polapeni světem, jenž vůči homosexuálům projevuje tak málo pochopení a je tak bezohledně lhostejný k různým nuancím a varietám genderu a k tomu, jak obrovsky důležitý [gender] pro život je.“

## Dílo

### Knihy
- Anarchism and Other Essays. New York: Mother Earth Publishing Association, 1910.
- The Social Significance of the Modern Drama. Boston: Gorham Press, 1914.
- My Disillusionment in Russia. Garden City, New York: Doubleday, Page and Co., 1923.
- My Further Disillusionment in Russia. Garden City, New York: Doubleday, Page and Co., 1924.
- Living My Life. New York: Knopf, 1931.
- Voltairine de Cleyre. Berkeley Heights, New Jersey: Oriole Press, 1932.

### Vyšlo v češtině
- GOLDMAN, Emma. Svoboda je duší každého pokroku. Překlad Václav Tomek. Praha: Manibus propriis, 2009. 197 s. ISBN 978-80-254-5578-4.